# Puerulus
Langoustes-fouets
Genre
Puerulus, la langouste-fouet, est un genre de langoustes de la famille des Palinuridae.

## Liste des espèces
Selon World Register of Marine Species (16 octobre 2017):
- Puerulus angulatus (Bate, 1888)
- Puerulus carinatus Borradaile, 1910
- Puerulus gibbosus Chan, Ma & Chu, 2013
- Puerulus mesodontus Chan, Ma & Chu, 2013
- Puerulus quadridentis Chan, Ma & Chu, 2013
- Puerulus richeri Chan, Ma & Chu, 2013
- Puerulus sericus Chan, Ma & Chu, 2013
- Puerulus sewelli Ramadan, 1938 - langouste fouet arabe
- Puerulus velutinus Holthuis, 1963